# Сариозек (Кербулацький район)
Сариозе́к (каз. Сарыөзек) — село, центр Кербулацького району Жетисуської області Казахстану. Адміністративний центр Сариозецького сільського округу.
Населення — 15359 осіб (2021; 12291 у 2009, 12236 у 1999, 14587 у 1989).
Село розташоване за 93 км на південний захід від Талдикоргана. Залізнична станція на лінії Семипалатинськ—Алмати. Елеватор, підприємства залізничного транспорту.
До 2013 року село мало статус селища.